# Роменський Михайло Даміанович
Миха́йло Даміа́нович Роме́нський(9 (21) листопада 1887 , Курськ, Курська губернія, Російська імперія  — 24 листопада 1971 , Київ ) — український оперний співак (бас), народний артист УРСР (1946).

## Біографія
Народився 9 (21) грудня 1887 року у Курську в родині чиновника. У дитинстві співав у церковному хорі. Навчався у Курському землемірному училищі і в класах А. М. Абази. У 1910 році його прослухав Л. В. Собінов і порадив йому вчитися у Л. Д. Донського у Московському Музично-драматичному училищі при Московському філармонічному товаристві. Однак вступити до цього училища Михайло Роменський зміг лише в 1913 році і закінчив в 1916 році.
З 1917 року виступав в оперних театрах Петрограда, Одеси, Томська, Омська, Новосибірська. З 1920 року соліст Оперного театру Ростова-на-Дону, у 1934–1941 роках — соліст Харківського, у 1942–1958 роках Київського оперних театрів. У 1947–1952 роках — професор Київської консерваторії.

Могила Михайла Роменського

Помер 24 листопада 1971 року. Похований в Києві на Байковому кладовищі (ділянка № 21; автор надгробку — Ржецький).

## Творчість
Володів потужним голосом яскравого, барвистого тембру, широкого діапазону і досконалою технікою. Мав гарну співацьку школу, що дозволило до 70 років виступати в оперних спектаклях і до 84 - з концертами.
Виступав у концертах, з особливим успіхом виконував українські і російські народні пісні, солоспіви. Знімався також у фільмі-опері «Тарас Бульба» (1952) в головній ролі.
Створив понад 80 різнохарактерних образів, серед них:
- Сусанін («Іван Сусанін» М. Глінки; Сталінська премія, 1949, одна з його найкращих партій);
- Борис Годунов, Варлаам («Борис Ґодунов» М. Мусорґського);
- Дон Базіліо («Севільський цирульник» Д. Россіні);
- Тарас («Тарас Бульба», М. Лисенка);
- Виборний («Наталка Полтавка» І. Котляревського);
- Карась («Запорожець за Дунаєм» С. Гулака-Артемовського);
- Гаврило («Богдан Хмельницький» К. Данькевича);
- Мефістофель («Фауст» Ш. Ґуно);
- Валько («Молода гвардія» Ю. Мейтуса)
- Гремін ("Євгеній Онєгін" П. Чайковського)
- Князь Галицький ("Князь Ігор" О. Бородіна)

Остання велика робота Михайла Роменського — партія Кутузова в опері С. Прокоф'єва «Війна і мир». У 1957 році за цю роботу він був відзначений Дипломом лауреата Всесоюзного фестивалю драматичних і музичних театрів.

## Пам'ять

Меморіальна дошка на честь М. Роменського.

Для увічнення пам'яті Михайла Роменського на будинку № 20 по вулиці Євгена Чикаленка у Києві, де він жив з 1944 по 1971 рік, встановлена меморіальна дошка (бронза, барельєфний портрет актора, його герої з опер; скульптор І. П. Шаповал, архітектор І. Г. Шемседінов; відкрита 31 травня 1979 року).